# داني كارتر
داني كارتر (بالإنجليزية: Danny Cater) هو لاعب كرة قاعدة أمريكي، ولد في 25 فبراير 1940 في أوستن في الولايات المتحدة.

## وصلات خارجية
- داني كارتر على موقع دوري كرة القاعدة الرئيسي (الإنجليزية)
- داني كارتر على موقعبيزبول رفرنس.كوم (الدوري الرئيسي) (الإنجليزية)
- داني كارتر على موقعبيزبول رفرنس.كوم (الدوري الثانوي) (الإنجليزية)
- داني كارتر على موقع جمعية أبحاث البيسبول الأمريكية (الإنجليزية)
- داني كارتر على موقع إي إس بي إن.كوم (أم.أل.بي) (الإنجليزية)
- داني كارتر على موقع مشجعي الرسوم البيانية (الإنجليزية)